# Gran Premi d'Abu Dhabi del 2014
El Gran Premi d'Abu Dhabi de Fórmula 1 de la temporada 2014 s'ha disputat al Circuit de Yas Marina, del 21 al 23 de novembre del 2014.

## Resultats de la qualificació
| Pos                  | No | Pilot             | Constructor          | Part 1   | Part 2   | Part 3   | Sortida |
| -------------------- | -- | ----------------- | -------------------- | -------- | -------- | -------- | ------- |
| 1                    | 6  | Nico Rosberg      | Mercedes             | 1:41.308 | 1:41.459 | 1:40.480 | 1       |
| 2                    | 44 | Lewis Hamilton    | Mercedes             | 1:41.207 | 1:40.920 | 1:40.866 | 2       |
| 3                    | 77 | Valtteri Bottas   | Williams-Mercedes    | 1:42.346 | 1:41.376 | 1:41.025 | 3       |
| 4                    | 19 | Felipe Massa      | Williams-Mercedes    | 1:41.475 | 1:41.144 | 1:41.119 | 4       |
| 5                    | 26 | Daniïl Kviat      | Toro Rosso-Renault   | 1:42.302 | 1:42.082 | 1:41.908 | 5       |
| 6                    | 22 | Jenson Button     | McLaren-Mercedes     | 1:42.137 | 1:41.875 | 1:41.964 | 6       |
| 7                    | 7  | Kimi Räikkönen    | Ferrari              | 1:42.439 | 1:42.168 | 1:42.236 | 7       |
| 8                    | 14 | Fernando Alonso   | Ferrari              | 1:42.467 | 1:41.940 | 1:42.866 | 8       |
| 9                    | 20 | Kevin Magnussen   | McLaren-Mercedes     | 1:42.104 | 1:42.198 |          | 9       |
| 10                   | 25 | Jean-Éric Vergne  | Toro Rosso-Renault   | 1:42.413 | 1:42.207 |          | 10      |
| 11                   | 11 | Sergio Pérez      | Force India-Mercedes | 1:42.654 | 1:42.239 |          | 11      |
| 12                   | 27 | Nico Hülkenberg   | Force India-Mercedes | 1:42.444 | 1:42.384 |          | 12      |
| 13                   | 99 | Adrian Sutil      | Sauber-Ferrari       | 1:42.746 | 1:43.074 |          | 13      |
| 14                   | 8  | Romain Grosjean   | Lotus-Renault        | 1:42.768 |          |          | 181     |
| 15                   | 21 | Esteban Gutiérrez | Sauber-Ferrari       | 1:42.819 |          |          | 14      |
| 16                   | 13 | Pastor Maldonado  | Lotus-Renault        | 1:42.860 |          |          | 15      |
| 17                   | 10 | Kamui Kobayashi   | Caterham-Renault     | 1:44.540 |          |          | 16      |
| 18                   | 46 | Will Stevens      | Caterham-Renault     | 1:45.095 |          |          | 17      |
| EX                   | 1  | Sebastian Vettel  | Red Bull-Renault     | 1:42.495 | 1:42.147 | 1:41.893 | 192     |
| EX                   | 3  | Daniel Ricciardo  | Red Bull-Renault     | 1:42.204 | 1:41.692 | 1:41.267 | 202     |
| 107% temps: 1:48.291 |    |                   |                      |          |          |          |         |
| Font:                |    |                   |                      |          |          |          |         |

Notes:
- ^1  — Romain Grosjeanva ser penalitzat per utilitzar la sisena unitat de potència de la temporada.[2]
- ^2  — Daniel Ricciardo i Sebastian Vettel van ser penalitzats a sortir del pit per la utilització d'alerons de format il·legal.[2]

## Resultats de la Cursa
| Pos   | No | Pilot             | Constructor          | Voltes | Temps / Retirada | Pos.Sortida | Punts |
| ----- | -- | ----------------- | -------------------- | ------ | ---------------- | ----------- | ----- |
| 1     | 44 | Lewis Hamilton    | Mercedes             | 55     | 1h 39' 02619     | 2           | 50    |
| 2     | 19 | Felipe Massa      | Williams-Mercedes    | 55     | + 2.576 s        | 4           | 36    |
| 3     | 77 | Valtteri Bottas   | Williams-Mercedes    | 55     | + 28.880 s       | 3           | 30    |
| 4     | 3  | Daniel Ricciardo  | Red Bull-Renault     | 55     | + 37.237 s       | PL3         | 24    |
| 5     | 22 | Jenson Button     | McLaren-Mercedes     | 55     | +1' 00.334 min.  | 6           | 20    |
| 6     | 27 | Nico Hülkenberg   | Force India-Mercedes | 55     | + 1' 02.148 min. | 12          | 16    |
| 7     | 11 | Sergio Pérez      | Force India-Mercedes | 55     | + 1' 11.060 min. | 11          | 12    |
| 8     | 1  | Sebastian Vettel  | Red Bull-Renault     | 55     | + 1' 12.045 min. | PL3         | 8     |
| 9     | 14 | Fernando Alonso   | Ferrari              | 55     | + 1'25.813 min.  | 8           | 4     |
| 10    | 7  | Kimi Räikkönen    | Ferrari              | 55     | + 1' 27.820 min. | 7           | 2     |
| 11    | 20 | Kevin Magnussen   | McLaren-Mercedes     | 55     | + 1'30.376 min.  | 9           |       |
| 12    | 25 | Jean-Éric Vergne  | Toro Rosso-Renault   | 55     | + 1' 31.947 min. | 10          |       |
| 13    | 8  | Romain Grosjean   | Lotus-Renault        | 54     | + 1 Volta        | 18          |       |
| 14    | 6  | Nico Rosberg      | Mercedes             | 54     | + 1 Volta        | 1           |       |
| 15    | 21 | Esteban Gutiérrez | Sauber-Ferrari       | 54     | + 1 Volta        | 14          |       |
| 16    | 99 | Adrian Sutil      | Sauber-Ferrari       | 54     | + 1 Volta        | 13          |       |
| 17    | 46 | Will Stevens      | Caterham-Renault     | 54     | + 1 Volta        | 17          |       |
| Ret   | 10 | Kamui Kobayashi   | Caterham-Renault     | 42     | Vibracions       | 16          |       |
| Ret   | 13 | Pastor Maldonado  | Lotus-Renault        | 26     | Motor            | 15          |       |
| Ret   | 26 | Daniïl Kviat      | Toro Rosso-Renault   | 14     | Direcció         | 5           |       |
| Font: |    |                   |                      |        |                  |             |       |